# Wolverine (anime)
Wolverine (ウルヴァリン, Uruvarin), no Brasil, Marvel Animê: Wolverine, é um anime baseado no personagem Wolverine da Marvel Comics, trata-se da segunda série do projeto Marvel Anime produzida pelo estúdio japonês MadHouse. Com roteiros de Warren Ellis, a série se baseia na minissérie Eu, Wolverine de Chris Claremont (roteiro) e Frank Miller (desenhos), que conta a passagem do mutante no Japão.
No Japão, ele foi ao ar no canal Animax entre 07 de janeiro de 2011. Enquanto no Estados Unidos foi ao ar pelo Canal G4 em 29 de Julho de 2011. 

## História
Logan descobre que sua namorada, Mariko Yashida, que desapareceu há um ano, foi levado para Tóquio por seu pai Shingen, que é a cabeça de um sindicato do crime japonês e um fornecedor de I.M.A..